# Pentastiridius virgultivaga
Pentastiridius virgultivaga är en insektsart som först beskrevs av Hesse 1925.  Pentastiridius virgultivaga ingår i släktet Pentastiridius och familjen kilstritar. Inga underarter finns listade i Catalogue of Life.